# Marko Šimić
Marko Šimić (Fiume, 23 gennaio 1988) è un calciatore croato, attaccante del Persija.

## Carriera

### Club
Dopo aver fatto la trafila delle giovanili in patria, ha esordito in prima squadra direttamente in Russia, con il Chimki, nella massima serie.
In seguito ha girato varie squadre in Europa, vincendo tra l'altro una Coppa di Lettonia con il Daugava, segnando sia il gol del pareggio che uno dei rigori. Dopo essere tornato in patria, prima con il Lokomotiva Zagabria e poi con il Radnik Sesvete, passò in Ungheria, dove collezionò oltre trenta presenze in massima serie con Vasas e Ferencváros.

### Nazionale
Vanta presenze nelle varie selezioni giovanili croate; tra l'altro ha disputato da titolare una partita contro i pari età serbi valida per le Qualificazioni al campionato europeo di calcio Under-21 2011.

## Palmarès

### Club

#### Competizioni nazionali
- Coppa di Lettonia: 1

Daugava: 2008
- V League 1: 1

Bình Dương: 2015
- Campionato indonesiano: 1

Persija: 2018